# Mangifera
|  | Per a altres significats, vegeu «Mango (desambiguació)». |

Els mangos són les espècies que pertanyen al gènere Mangifera. Generalment la paraula mango es refereix a l'espècie cultivada Mangifera indica que és un arbre perennifoli de la família de les anacardiàcies, de fulles lanceolades i gruixudes, amb unes flors en forma de panícules i un fruit, que rep el mateix nom, en forma de drupa comestible.
El gènere Mangifera conté unes 69 espècies. El centre de biodiversitat és al sud-est d'Àsia tropical i subtropical i el nombre és gran d'espècies es troba a la Península Malaia, Borneo i Sumatra. A les selves plujoses tropicals formen part dels arbres de la capa superior i arriben a fer de 30 a 40 m d'alt.

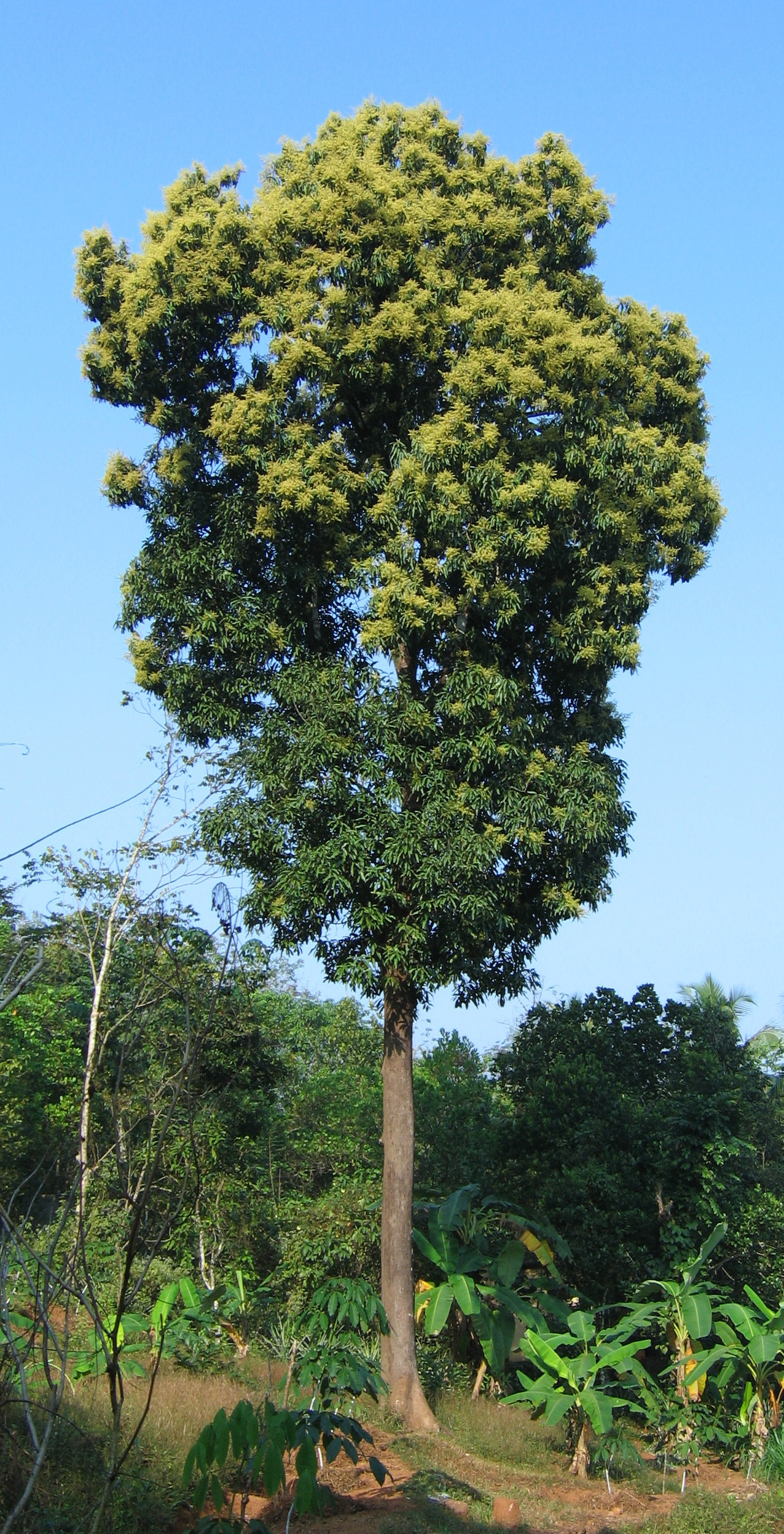
Un mango florit a Kerala, Índia

## Anteriorment considerats dins el gènere Mangifera
- Bouea oppositifolia (Roxb.) Meisn. (com M. oppositifolia Roxb.)
- Elaeodendron glaucum (Rottb.) Pers. (com M. glauca Rottb.)
- Irvingia gabonensis (Aubry-Lecomte ex O'Rorke) Baill. (com M. gabonensis Aubry-Lecomte ex O'Rorke)
- Spondias pinnata (J.Koenig ex L.f.) Kurz (com M. pinnata J.Koenig ex L.f.)[1]